# 佐藤方哉
佐藤 方哉（さとう まさや、1932年10月27日 - 2010年8月23日）は、日本の心理学者。専門は行動分析学。文学博士。慶應義塾大学名誉教授。行動分析学の第一人者と評される。

## 来歴・人物
佐藤春夫と谷崎潤一郎の元妻・千代の長男として、東京府東京市小石川区関口台町（現・東京都文京区）に生まれる。谷崎が名づけ親となった。
1945年、東京高師附属国民学校卒業。1952年、東京教育大学附属中・高を卒業後、慶應義塾大学医学部予科に入学。その後、慶應義塾大学文学部哲学科心理学専攻に転部し、1957年に卒業。同年、慶應義塾大学大学院社会学研究科心理学専攻に進学。1962年、同博士課程単位取得満期退学、慶應義塾大学文学部助手となる。その後、同専任講師、助教授を経て、1976年より慶應義塾大学文学部教授。1976年「オペラント条件づけにおける刺激制御の問題」で慶應義塾大学文学博士。1998年、慶應義塾大学を定年退職、名誉教授。1999年より帝京大学文学部教授。2009年星槎大学学長。
日本行動分析学会会長（1985年 - 1990年）、第1回国際普及貢献賞（国際行動分析学振興協会）、国際行動分析学会会長（1998年 - 1999年）など、日本における行動分析学の草分けとして、長年にわたってその普及・発展に努めた。
2010年8月23日午後8時35分頃、京王線新宿駅のホームで、42歳のアルバイトの男が電車待ちの列にぶつかったはずみで先頭にいた佐藤は押し出され、京王八王子駅発新宿行き準特急電車と接触。電車とホームの間に挟まれ、搬送先の病院で頭蓋骨骨折などのため、約1時間後に死去。77歳没。

## 著書
- 『行動理論への招待』大修館書店 1976年
- 『間歇詩集』新風舎 2007年 （笹山登名義）
- 『のんせんす句集 河馬の馬鹿』文芸社 2009年 （左党放犀名義）

### 共著編
- 『現代基礎心理学 6 学習2 その展開』（編）東京大学出版会 1983年
- 『ことばの獲得 言語行動の基礎と臨床』山口薫共編 川島書店 1983年

### 翻訳
- D.マクニール『ことばの獲得 発達心理言語学入門』松島恵子、神尾昭雄共訳 大修館書店 1972年
- E.H.レネバーグ『言語の生物学的基礎』神尾昭雄共訳 大修館書店 1974年

## CD
木下雅夫＝佐藤方哉のペンネーム
- HB-3001「深く愛したら／木下雅夫作品集」
- HB-3002「春の日／木下雅夫作品集〜VOL.2〜童謡編」
- HB-3003「トラララ／木下雅夫作品集〜VOL.3〜」
- HB-3004「童謡組曲／十二ヶ月の子守唄／木下雅夫作品集〜VOL.4〜」

## 論文
- 「デンショバトのオペランド条件づけ」 『動物心理学年報』 第10輯 1960年
- 「刺激般化-一時性感性般化の諸研究」 『心理学研究』 第31巻 6号 1961年
- 「”共感”と”模倣”の行動理論的分析」 『科学基礎論研究』 第8巻 3号 1967年
- 浅野俊夫と共著 「行動と awareness-問題の所在」 『慶応義塾大学大学院社会学研究科紀要』 8 1968年
- 「刺激の弁別と般化」 本吉良治編 「講座心理学 6. 学習」 東京大学出版会 1969年
- 「スキナーの理論」 依田新ほか編 『現代心理学のエッセンス』 ペリカン社 1971年
- 「オペラント行動と実験的行動分析」 『心理学評論』 第18巻 3号 1975年
- 「チョムスキーとスキナー」 『英語教育』 第25巻 4号 1976年
- 「行動とは何か-実験的行動分析の立場から」 『科学』 47 1977年
- 「実験心理学的言語研究の二潮流-『来る』と『行く』意味学習を実例に」 『言語』 第8巻 4号 1979年
- 「行動分析とは何か」 『発達障害研究』 2 1980年
- 「学習研究の現在」 佐々木正伸編 『現代基礎心理学 6. 学習 II 』　東京大学出版会 1983年
- 「行動分析学における動物実験の役割-『理論』の敗退と反復実験の勝利」 『心理学評論』 第36巻 2号 1993年
- 「認知科学と行動分析学との (対話) は可能か」 三田哲学会 『哲学』 第100号 1996年
- 「パーソナリティに関する行動分析的考察」 『帝京大学文学部紀要 心理学』第6巻 2001年

## 参考
- 大泉溥 編 編『日本心理学者事典』クレス出版、2003年、510頁。ISBN 4-87733-171-9。